# 元長町
元長町（もとながまち）は、江戸期から現在にかけての青森県弘前市の大字。2017年6月1日現在の人口は26人、世帯数は15世帯。郵便番号は036-8198。

## 地理
町域の西部から北部にかけて下白銀町、北東部は元寺町、東部は親方町、東部から南部にかけて本町、西は元大工町に接する。

## 歴史
- 正保3年 - 町屋とだけあり、まだ町名はないが、町域は現在と違って、現在の元大工町から下白銀町の弘前城東門まで南北に伸びていた（津軽弘前城之絵図）。
- 慶安2年 - 南側を上長町、北側を下長町と呼び、屋号を持つ商家が約20軒のほか豆腐屋・居鯖などの商人、金掘り・銀屋などの職人が住んでいた（弘前古城絵図）。
- 寛文13年 - 長町とある（弘前中惣屋敷絵図）。
- 元禄年間 - 北側の下長町に、郭内武家屋敷の郭外移転により中上級の武家屋敷が町割りされ、上・下長町の町域はほとんど消滅し、残った町域が元長町と呼ばれる。
- 享保4年 - 町内東側が町屋、西側が武家屋敷で構成される（町屋数円）。
- 寛政12年 - 元長町として武家屋敷5・町屋24（分間弘前大絵図）。
- 天保8年 - 再び、町内東側が町屋、西側が武家屋敷で構成される（弘前絵図）。
- 嘉永5年 - 東北地方を旅行中の吉田松陰が、国事について論議するため、当地の伊東広之進宅を訪問。現在の養生幼稚園に"松陰室"として論議した部屋が残っている。

### 沿革
- 江戸期 - 弘前城下の一町。
- 明治初年～明治22年 - 弘前を冠称。
- 1899年（明治22年） - 弘前市に所属。

### 地名の由来
かつて町域が南北に伸びていたことから。

## 施設

### 教育
- 養生幼稚園

### 医療
- 伊東内科・小児科

### 商業
- 東北電業

### 宿泊
- 旅館江戸川

### 観光
- 青森銀行記念館

## 小・中学校の学区
市立小・中学校に通う場合、学区は以下の通りとなる。
| 大字   | 番・番地 | 小学校             | 中学校             |
| ------ | -------- | ------------------ | ------------------ |
| 元長町 | 全域     | 弘前市立朝陽小学校 | 弘前市立第四中学校 |

## 交通
- 弘南バス
  - 本町（土手町循環100円バス、他）停留所。
  - 青森銀行前（弘前駅 - 金属団地・桜ヶ丘線、他）停留所。